# Proteasa similar a la papaína
La proteasa similar a la papaína (Papain-like Protease o PLpro''') es una cisteína proteasa esencial para la replicación del coronavirus que pertenece al grupo de peptidasas CA (familia C16). La función primordial de la proteasa similar a la papaína (PLpro) es procesar la poliproteína viral de manera coordinada. No obstante, la PLpro tiene una función adicional que consiste en remover la ubiquitina i la ISG15 de las proteínas de la célula huésped con el fin de ayudar a la evasión del coronavirus. Por estos motivos la PLpro es una diana terapéutica en la investigación de fármacos antivirales contra el SARS-CoV.

## Estructura molecular y características

### Estructura molecular

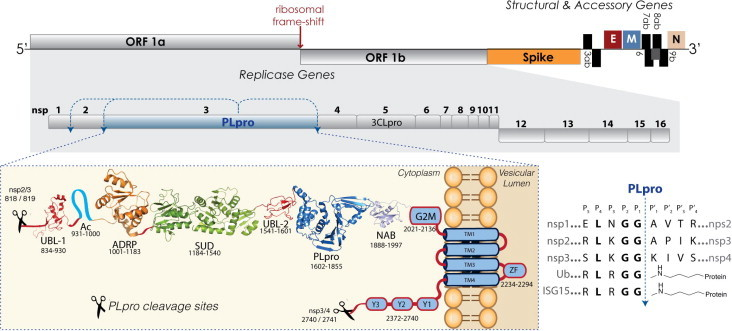
En esta imagen se puede ver la poliproteína viral del SARS-CoV dividida entre sus diferentes nsp (non-structural proteins). Con detalle se ve la nsp3, donde se localiza la PLpro junto a los dominios SUD y NAB.

La Papain-like Protease (PLpro) del SARS-CoV es un monómero de 316 aminoácidos formado por 4 dominios estructurales distintos, que forman una estructura de "mano derecha extendida". Tres de estos dominios se conocen como dominios thumb, palm and fingers; mientras que el cuarto dominio es el conocido como dominio "similar a la ubiquitina" (UBL). Al extremo carboxi-terminal de la PLpro le sigue un dominio SUD (SARS Unique Domain) y al extremo amino-terminal le sigue un dominio NAB (Nucleic Acid Binding domain). Estos son dominios adyacentes a la PLpro que pertenecen al genoma y proteoma de las proteínas no estructurales de la SARS-CoV pero que no forman parte de la PLpro. En concreto, el complejo PLpro está situado entre los aminoácidos 1541 y 1856 de la nsp3 (non-structural protein 3) del SARS-CoV, una proteína de 213 kilo Daltons asociada a la membrana.
Los primeros 62 aminoácidos de la cadena polipeptídica de la PLpro forman el dominio Ubl. Este es un dominio N-terminal que se encuentra separado de los otros 3, y que adopta una estructura secundaria muy similar a la de la proteína ubiquitina. El dominio thumb está formado por 4 hélices alfa (α4-7), el dominio palm se compone por una lámina beta de 6 cadenas (β8-13) y el dominio fingers lo conforma una lámina beta de 4 cadenas retorcidas y antiparalelas (β4-7). La estructura general de la PLpro del SARS-CoV está demostrada que es un 83% idéntica a la PLpro del SARS-CoV-2, sin embargo hay algunas diferencias. Por ejemplo, el dominio UBL cuenta con 60 aminoácidos en lugar de 62 y el dominio thumb está formado por 6 hélices alfa (α2-7) en lugar de tan solo por 4. Pero, por otro lado, todos los residuos importantes del sitio activo de la enzima son invariables entre ambas formas de PLpro.

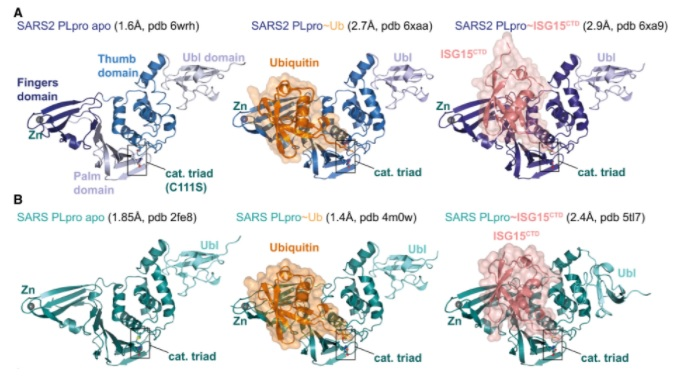
Estructura de la Papain-like Protease tanto de la variante del SARS-CoV-2 como del SARS-CoV en la primera columna. Estructura de las PLpro junto al sustrato ubiquitina en la segunda columna y junto al sustrato ISG15 en la tercera columna.

El sitio activo de la PLpro está formado por una tríada catalítica común de cisteína, histidina y ácido aspártico. El residuo de cisteína (C112) está en la base de la hélice α4 del dominio thumb, y a 3,7Å del residuo de histidina (H273) que se encuentra en la base del dominio palm, adyacente al bucle flexible conocido como BL2, o bucle G267–G272, que comprende 6 aminoácidos. Además, el residuo de ácido aspártico (D287) se encuentra a 2,7Å del residuo de histidina.
En el dominio fingers también encontramos dos horquillas beta en las que hay 4 residuos de cisteína. Estos residuos se encargan de coordinar una unión de geometría tetraédrica con un ion de zinc, formando un subdominio de unión de zinc. Esta habilidad de la PLpro para formar una unión de zinc es esencial para el mantenimiento de la actividad de la proteasa y de la integridad de su estructura.
En general, la estructura terciara de la PLpro es muy similar a las USP (Ubiquitin Specific Proteases), como las USP7 y USP14.

### Características

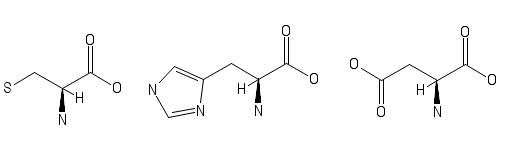
De izquierda a derecha: Aminoácidos cisteína, histidina y ácido aspártico. Estos son los tres aminoácidos que forman la tríada catalítica del centro activo de la Papain-Like Protease.

La PLpro es una proteasa de carácter ligeramente básico, muy soluble en agua, altamente reactiva y con una gran cantidad de residuos de cisteína en la cadena polipeptídica (en torno a un 3,5%). Es decir, de los 316 residuos que forman la cadena, 11 son cisteínas. De estas, una es la cisteína catalítica del centro activo, y otras cuatro son las encargadas de coordinar la unión del ion zinc. Además, parece que la cisteína catalítica (C112) es el residuo más reactivo dentro de la tríada catalítica, por lo que queda clara la importancia de este aminoácido en la conformación estructural y funcional de la proteasa.
El sitio activo de la enzima tiene propiedades químicas muy similares a otros tipos de PLpro e incluso a otras proteasas con cisteínas catalíticas. En la mayoría de los casos, la cisteína catalítica actúa como resuduo nucleófilo, la histidina semeja un par ácido-base y el ácido aspártico promueve la desprotonización de la cisteína.

## Mecanismos de actuación
La replicación del Coronavirus (CoV) es un proceso altamente sofisticado que incluye maquinarias complejas que siempre implican la total protección del genoma del virus. La síntesis de las proteínas de replicación se inicia por una translación de ORF1a (open reading frames 1a)  y ORFab mediante un mecanismo ribosomal que produce dos poliproteínas, la pp1a (486 kDa) i la pp1ab . Estas dos poliproteínas son procesadas por dos proteasas de cisteína codificadas por el virus, la proteasa similar a la papaína (PLpro) y la proteasa similar a la 3-quimotripsina (3‐chymotrypsin‐like protease o 3CLpro). El dominio de la PLpro es codificada como una parte de la proteína no estructural 3 (nsp3) y procesa las proteínas no estructurales 1 y 2. Mientras que el 3CLpro forma parte de la nsp5 y procesa las 12 proteínas no estructurales restantes. Finalizada la generación de las nsps, las nsps ensamblan el complejo de replicación viral en las membranas del huésped iniciando así la replicación y la transcripción del genoma viral.

### Mecanismo de catalítico

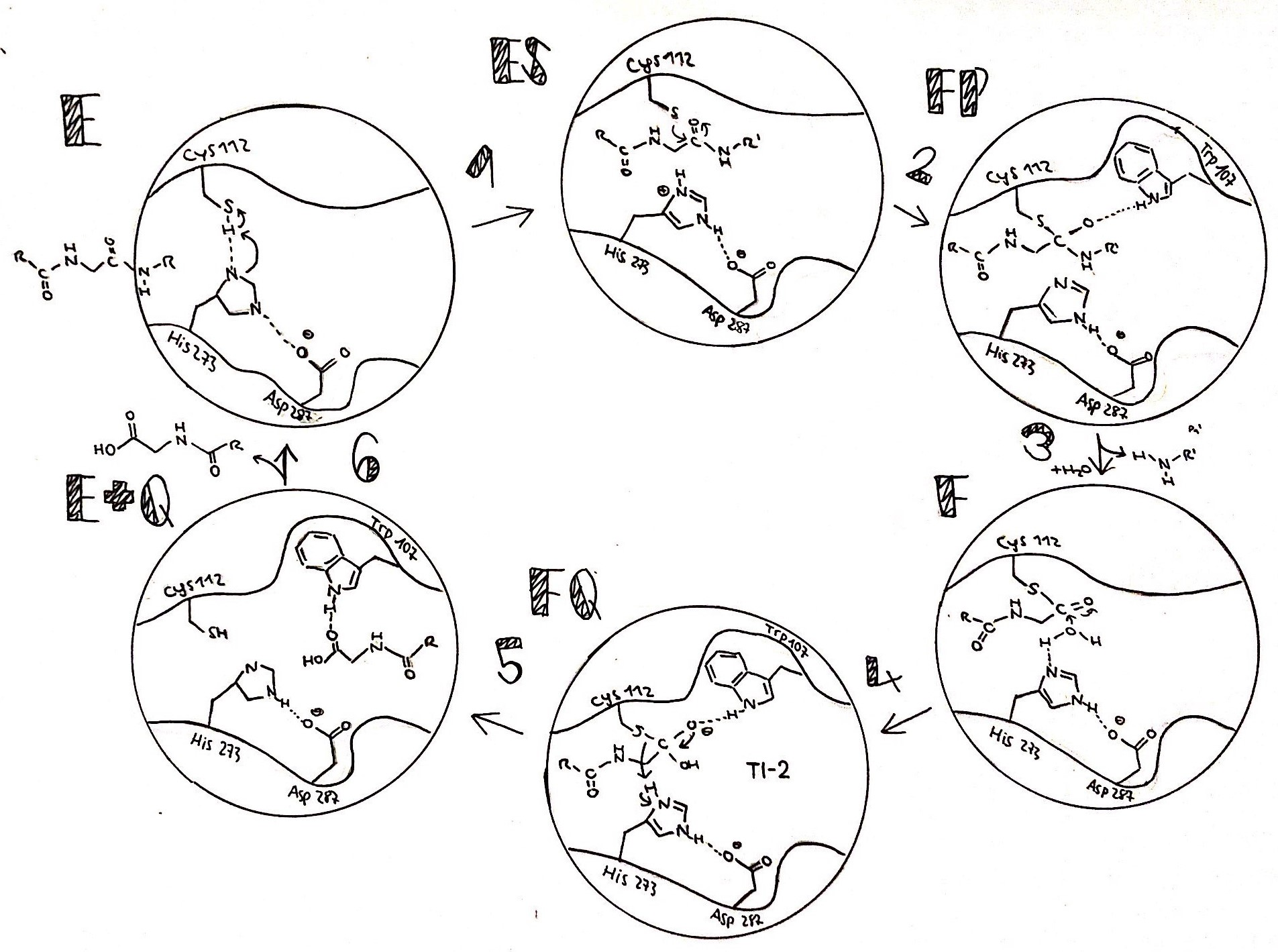
Ciclo catalítico de la proteasa similar a la papaína SARS-CoV2. El ciclo en questión consta de 6 movimientos estructurales numerados del 1 al 6 y representados dentro de círclulos siendo el primer paso el "E" y el último el "E+Q".

SARS-CoV PLpro funciona a través de un ciclo catalítico de proteasas cisteínas. En este ciclo la Cys112 actúa de nucleófilo, la His 273 ocupa el rol de funcionar como ácido-base y finalmente la Asp287 se empareja con la histidina para ayudar a alinearse y fomentar la desprotonación de la cisteína.
La comunidad científica aún no ha definido si la protonación de la Cys112 es anterior al ataque nucleófilo en el sustrato. También hay dudas sobre cuáles son las especies nucleófilas reactivas si el ion tiolado de la tiolato-histidina o el tiol de carga neutra que actúa en el mecanismo análogo al de las serinas peptidasas donde después de la reacción con el ligando se producen iones tionio.
En la forma "E" los residuos catalíticos del SARS-CoV PLpro se encuentran enlazados por puentes de hidrógeno y separados por una distancia relativamente pequeña. Al observar este hecho se abre la posibilidad que la Cys112 protonada exista en equilibrio con la His273 y por otro lado que la unión con el sustrato conlleve el equilibro del tiolato reactivo. Aunque no se descarta la opción de que durante la unión del sustrato para formar el complejo "ES" se realice la desprotonación de la Cys112. En el paso siguiente el tiolato de la Cys112 reacciona con el carboneo carbonílico del enlace peptídico y se forma un intermediario tetraédrico cargado negativamente. Este intermediario tetraédrico consta de un oxianión con un residuo de triptófano (Trp107) que se estabiliza con la presencia de un agujero de oxianión adyacente situado donde se unen los sustratos bioquímicos, en el sitio activo de la enzima Plpro. Otros residuos como la asparigina (Asn110) son comunes dentro los PLP2s de los coronavirus y contribuyen en la estabilización del agujero de oxioanión. El siguiente intermediario tioéster "F" es formado debido la eliminación de la amida C-terminal y la destrucción del enlace peptídico. Al añadirse una molécula de agua en el carbono carbonílico del tioéster se forma el segundo intermediario tetraédrico cargado negativamente "TI-2" o"FQ". En este momento del ciclo sucede otra vez la estabilización del oxoanión del "TI-2" gracias el agujero de oxianión en el sitio activo de la PLpro. El quinto paso consta en la separación de la cisteína del intermediario tetraédrico para formar un ácido carboxílico N-terminal "EQ", que se sitúa transitoriamente en el sitio activo de la PLpro mediante un enlace de hidrógeno entre el carbono carbonílico del ácido formado ahora y el nitrógeno de la Trp107. Finalmente, la eliminación del N-terminal cortado del péptido completa el ciclo catalítico de la PLpro. El producto final "Q" es liberado del sitio activo y da lugar la regeneración del enzima "E".

### Relación de la PLpro con la Ub y la ISG15
La estructura molecular del dominio catalítico de la PLpro consiste en "una mano derecha extendida" que en el extremo N-terminal se encuentra unida al dominio "similar a la ubiquitina" (UBL). La estructura de la Plpro es similar a la estructura de las enzimas deubiquitinantes (DUB). Asimismo, la caracterización in vitro de las actividades enzimáticas de la PLpro ha revelado que la proteasa similar a la proteína puede reconocer e hidrolizar la ubiquitina (Ub) y la proteína ISG15 (interferon-induced gene 15) de la UBL.
Ambos Ub y ISG15 son elementos importantes durante la señalización de las respuestas innatas del sistema inmunitario del huésped en contra de la infección del virus y su carencia ha demostrado favorecer la proliferación del virus.

## Localización
SARS-CoV nsp3 es un polipéptido de 213-kDa involucrado en la replicación del RNA que consiste de siete dominios que van del nsp3a al nsp3g. 
La región N-terminal del nsp3 se encuentra intacta entre la mayoría de coronavirus. El nsp3d es la proteasa similar a la papaína (PLpro) que procesa el pp1a i el pp1ab. Esta región contiene un pliegue globular de ubiquitina (ubiquitin-like, Ubl) seguida de un dominio acídico rico en ácido glutámico y del nsp3b un dominio ADP-ribosa-1-fosfotasa.
El dominio catalítico SARS-CoV PLpro y el nsp3 están localizados en la membrana del Retículo Endoplasmático, donde residen la mayoría de dominios en el citosol de la célula. El dominio se encuentra al lado de múltiples enzimas activos catalíticos, dominios transmembrana y dominios cuya función aún desconocemos.

## Importancia Médica
Los primeros coronavirus causantes de síndromes respiratorios agudos (SARS-CoV) aparecieron durante el año 2002 en la provincia china de Guandong. Este hecho fue el detonante que inició las investigaciones en búsqueda de un posible tratamiento contra su infección. Aun así, a pesar de que la pandemia del SARS-CoV infectó a más de 8500 personas, causó unas 800 muertes y costó billones de dólares a la economía mundial, sigue sin haber una droga antiviral, una vacuna o una terapia monoclonal de anticuerpos clínicamente probada para tratar las infecciones del SARS-CoV.
Por otro lado, la doble funcionalidad de la proteína Papain-Like Protease (PL-Pro) esencial para la replicación de los coronavirus, la convierte en un objetivo importante en el desarrollo de drogas antivirales que inhibirían la replicación viral y reducirían la mortalidad de las infecciones. En ese sentido la mayoría de los estudios se han dirigido a entender detalladamente la estructura y la funcionalidad de la SARS-CoV PLpro y su vital rol en la biogénesis del complejo replicativo de los coronavirus.
Además, sabiendo que las PLpro del SARS-CoV-2 y del SARS-CoV, comparten muchos rasgos parecidos, el avance en la investigación de inhibidores para la SARS-CoV PLpro parece un sólido punto de inicio en el estudio sobre posibles tratamientos contra la COVID-19.

### Inhibidores del SARS-CoV PLpro
De manera general, un inhibidor enzimático es una molécula que se une a enzima y disminuye su actividad Para el caso de la SARS-CoV PLpro, mediante diversos estudios se ha ido logrando encontrar diversos productos o componentes que podrían funcionar como inhibidores de dicha proteína. Cada inhibidor caracteriza su afinidad con el enzima mediante valores de IC50 (como menor es su valor, indica una mayor potencia del inhibidor sobre el enzima) que nos permiten comparar los diversos inhibidores.
| Tipo de indicador                               | Descripción | Ejemplos |
| ----------------------------------------------- | --- | --- |
| Identificados via a designed yeast-based screen | Reportados por primera vez, en 2011 en un ensayo realizado por un grupo de investigadores liderados por Frieman,M. basado en la expresión del SARS-CoV PlPro en una colonia de Saccharomyces cerevisiae. | - NSC158362: Componente capaz de inhibir la replicación de la proteína de forma específica en un cultivo de células sin efectos citotóxicos, pero incapaz de inhibir las funciones proteasa, deubiquitinasa y anti-interferón de la PLpro. - NSC158011: Componente capaz de inhibir la actividad proteasa de la PLpro en ensayos celulares, pero incapaz de bloquear su capacidad de replicarse. |
| Componentes de la Tiopurina                     | Son componentes thiocarbonilos que funcionan como inhibidores competitivos, reversibles y selectivos de SARS-CoV PlPro. Fueron descubiertos por un grupo de investigación liderado por Chou, J.K, que partió de 960 posibles componentes como potenciales inhibidores. | - 6MP - 6TG Ambos usados actualmente en el tratamiento de la leucemia debido a su facilidad por incorporarse al DNA y prevenir la replicación celular. Además, su carácter anticáncer junto a su aguda toxicidad hace que sean una de las opciones más viables como futuros inhibidores enzimáticos de la PLpro. |
| Productos inhibidores naturales                 | Conjunto de productos naturales que se ha descubierto que pueden inhibir la actividad de la SARS-CoV. | - Transhinones: Descubiertas por un grupo de investigación liderado por Park, J.Y. Mediante el uso de una prueba floromètrica continua, Park, J.Y. y sus compañeros pudieron identificar transhinones capaces de inhibir la actividad de la SARS-CoV PLpro con valores de IC50 entre 0,8 i 30,0 μM. Se cree que el origen de su capacidad inhibidora se debe a su rápida unión con el enzima. Se ha observado que esa unión crea un complejo que lentamente isomeriza y modifica la conformación de la proteína. - Diarylheptanoids:También identificados en el mismo estudio de Park, J.Y. M con una prueba floromètrica continua. El Diarylheptanoide inhibidor más potente descubierto (IC50 = 4,1) se observó que contenía un grupo carbonilo α-β insaturado, sugiriendo que la inhibición del enzima podría ocurrir mediante la formación de un enlace covalente con la cara activa del residuo de cisteína. - Geranylated flavonoids: Fueron relacionados por primera vez con la función reguladora enzimática en un estudio floromètrico liderado por Cho, J.K,. En concreto, se encontraron siete flavonoides conocidos y otros cinco nuevos derivados que exhibían una inhibición micromolar al SARS-CoV PLpro con valores de IC50 de entre 5.0 y 14.4 μM. |
| Iones Zinc (Zn2+ )                              | Mediante el uso de una inhibitor-screeing platform que usaba concentraciones nanomolares de SARS-CoV PLpro, Han, Y.S. y sus compañeros pudieron establecer que los iones de zinc (Zn2+) y cinco de sus conjugados eran capaces de inhibir la actividad proteasa de la PLpro. Cabe recalcar, que en el mismo estudio se siguió un procedimiento parecido para testar la función inhibidora de otros iones metálicos y sus conjugados como el Mg(II), Mn(II), Ca(II), Ni(II) y Co(II). Ninguno de los anteriores mostró efecto inhibidor de la actividad del SARS-CoV PLpro cuando se probaron en concentraciones de 10 μM. Aun así, el Cu(II) se observó que actuaba como inhibidor del 70% de la actividad proteasa. | - Ion Zn2+: Capaz de inhibir la actividad proteasa del SARS-CoV PL pro con un IC50 de 1.3 μM. - N-ethyl-N-phenyldithiocarbamic acid–Zn(II): Conjugado del ion de zinc (Zn2+ ) con un IC50 de 3.3 μM. - hydroxypyridine-2-thione–Zn(II) : Conjugado del ion de zinc (Zn2+ ) con un IC50 de 3.7 μM. |
| Inhibidores de naftalina                        | La clase de los inhibidores de Naftalina fueron descubiertos por primera vez mediante un estudio liderado por Ratia K. mediante la implementación de una high-throughput screen (HTS) en unos 50.080 componentes para probar su inhibición del SARS-CoV PLpro. El inhibidor de naftalina descubierto más potente (el 7724772) fue identificado como un racemato y se usó para sintetizar análogos suyos y de esa forma explorar los efectos de modificar la estructura del compuesto. Esas variaciones se basaron en añadir diferentes sustituyentes en las posiciones meta- y ortho- de anillos de benceno y en cambiar el enlace de alguna de las posiciones1- o 2-naphthyl. Finalmente, se descubrió que añadir un sustituyente de nitrógeno en la posición meta de una amida en el anillo de benceno hacia disminuir la potencia inhibidora mientras que añadir ese grupo en la misma posición en un anillo pero de una amina hacía augmentar la inhibición contra el enzima SARS-CoV PLpro. Como resultado se pudo llegar a construir el inhibidor 24 mucho más potente que el 7724772. | Se identificaron una enorme cantidad de inhibidores, pero los dos más prometedores son: - 657781: Con un valor de IC50 de 59 μM. - 7724772: Con un valor de IC50 de 20.1μM. Parece interesante que ambos compuestos contengan una fracción de naftilmetilamina. - Inhibidor 24 (componente GRL0617): Sintetizado a partir de los estudios experimentales realizados con el 7724772, se caracteriza por una IC50 de 0.6 ± 0.1 μM. Además, también fue descubierto como un inhibidor de la actividad viral del SARS-CoV PLpro en células virales con una EC50 de 14.5 ± 0.8 μM i una Ki de 0.49 ± 0.08 μM. Por lo que lo podemos considerar como un inhibidor (no covalente y competitivo) muy potente del SARS-CoV PL pro. |

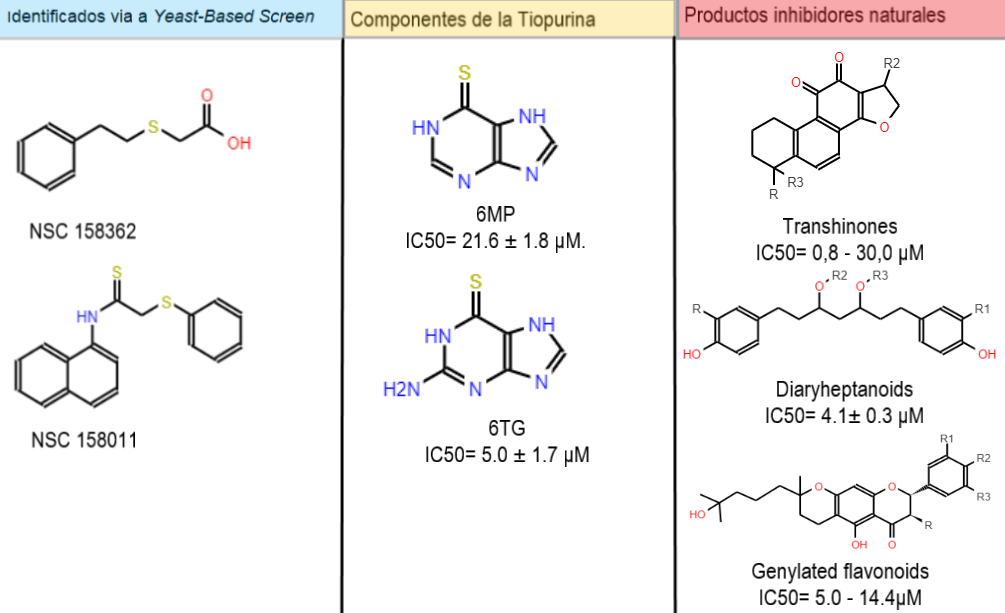
Imagen donde se muestra la estructura de las principales moléculas que componen los tres primeros tipos de inhibidores del SARS-CoV PLpro, junto a su valor de IC_{50} sobre dicha proteïna
.

En resumen, los inhibidores más potentes descubiertos hasta el momento son los inhibidores de naftalina entre ellos el inhibidor 24 (también conocido como el componente GRL0617). La potencia de estos inhibidores junto al éxito en el diseño de inhibidores contra la SARS-CoV PLpro con actividad antiviral abre la posibilidad al diseño de inhibidores con propiedades similares contra otros coronavirus futuros.

### Estudio del complejo SARS-CoV PL-pro e inhibidor
El proceso de cristalización de la proteína SARS-CoV PL-pro es una técnica difícilmente realizable, por lo que cristalizar dicho enzima con un inhibidor resulta casi imposible. Aun así, se ha logrado conseguir cristales del complejo proteína-inhibidor mediante el uso de la tecnología robótica. En consecuencia, conocemos que las condiciones de cristalización son diferentes para cada inhibidor y que dichas uniones son irreproducibles y no aplicables a la cristalización de la SARS-CoV PL-pro con los inhibidores recientemente desarrollados.

### Relación entre la Sars-CoV PLpro y la Covid-19

#### Definición de la SARS-CoV-2 PL pro
Al igual que en el SARS-CoV la proteína PL pro (Papain-Like protease) juega un rol primordial en la replicación viral, en el SARS-CoV-2 (tipo de coronavirus novel causante de la pandemia de la COVID-19) también encontramos una proteína viral en la que el virus confía para que se encargue de sus funciones de replicación y, en consecuencia, permita su dispersión viral: la SARS-CoV-2 PLpro.

#### Igualdad estructural entre la SARS-CoV-2 PL pro y la SARS-Co-V PLpro: un punto clave en la lucha contra la Covid-19
Se ha descubierto que la SARS-CoV-2 PLpro es en un 83% idéntica a la SARS-CoV PLpro. Además, la geometría del sitio activo de ambas proteínas guarda una gran semejanza y todos los residuos catalíticos importantes son prácticamente invariables en las dos proteasas. El hecho de que las dos proteínas compartan la mayoría de sus características estructurales, hace que los inhibidores desarrollados para la SARS-CoV PLpro guarden una alta probabilidad de ser efectivos contra la SARS-CoV-2 PLpro y de esa forma bloquear la actividad proteasa del SARS-CoV-2 y que de su capacidad de replicarse en las células. En otras palabras, el parecido estructural entre las dos proteasas virales permite que se puedan usar los inhibidores ya desarrollados para la SARS-CoV PLpro contra la proteína relacionada con el coronavirus causante de la COVID-19 y que estos sirvan de referencia para la síntesis de otros con el mismo fin.

#### Inhibidores de la SARS-CoV-2 PLpro

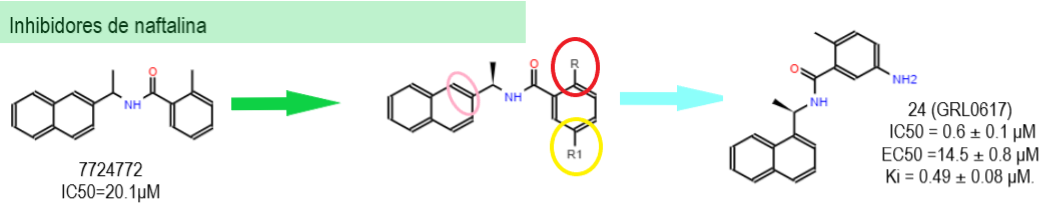
Imagen en que se muestra (de izquierda a derecha), la estructura del inhibidor de naftalina 7724772 junto a su valor de IC_{50}, estructura de la molécula en la que se encuentran marcadas en círculos las zonas de la molécula que se han modificado para obtener los diferentes análogos del inhibidor y el inhibidor 24 junto a diversas medidas que revelan su fuerte capacidad para inhibir la SARS-CoV PL pro

Durante 15 años, numerosos estudios se han centrado en el desarrollo de la inhibición de la PLpro. Como resultado, se ha podido conocer un amplio rango de componentes que responden ante la característica anterior y que van desde elementos naturales hasta componentes de la naftalina (ver tabla 1). De todos estos tipos, los componentes de naftalina son el grupo de inhibidores que despiertan un mayor interés por su eficacia en la inhibición proteinasa.
Algunos estudios recientes ya han demostrado que el GRL0617 (componente del grupo de inhibidores de naftalina ya descrito en apartados anteriores como uno de los inhibidores más potentes de la SARS-CoV PLpro) puede llegar a inhibir la actividad de la SARS-CoV-2 PL pro mediante una IC50 de 2.2 ± 0.3 μM, lo que supone una eficacia importante aunque menor de la que puede el inhibidor 24 desarrollar contra la PLpro del SARS-CoV (0.6 ± 0.1 μM). En consecuencia, el GRL0617 se ha proclamado como uno de los inhibidores más prometedores de la CoV PL pro y como una interesante vía de estudio en los mecanismos inhibidores a nivel atómico de ambas proteínas.

Referencias 
1. 1 2 3 4 5 6 7 8 9 10 11 12 13 14 15 16 17 18 19  Báez-Santos, Yahira M.; St. John, Sarah E.; Mesecar, Andrew D. (2015-03). «The SARS-coronavirus papain-like protease: Structure, function and inhibition by designed antiviral compounds». Antiviral Research 115: 21-38. ISSN 0166-3542. doi:10.1016/j.antiviral.2014.12.015. Consultado el 31 de octubre de 2020.
2. ↑  Harcourt, Brian H.; Jukneliene, Dalia; Kanjanahaluethai, Amornrat; Bechill, John; Severson, Kari M.; Smith, Catherine M.; Rota, Paul A.; Baker, Susan C. (15 de diciembre de 2004). «Identification of Severe Acute Respiratory Syndrome Coronavirus Replicase Products and Characterization of Papain-Like Protease Activity». Journal of Virology (en inglés) 78 (24): 13600-13612. ISSN 0022-538X. PMID 15564471. doi:10.1128/JVI.78.24.13600-13612.2004. Consultado el 1 de noviembre de 2020.
3. 1 2 3 4 5 6  Ratia, Kiira; Saikatendu, Kumar Singh; Santarsiero, Bernard D.; Barretto, Naina; Baker, Susan C.; Stevens, Raymond C.; Mesecar, Andrew D. (11 de abril de 2006). «Severe acute respiratory syndrome coronavirus papain-like protease: Structure of a viral deubiquitinating enzyme». Proceedings of the National Academy of Sciences (en inglés) 103 (15): 5717-5722. ISSN 0027-8424. PMID 16581910. doi:10.1073/pnas.0510851103. Consultado el 1 de noviembre de 2020.
4. 1 2 3  Klemm, Theresa; Ebert, Gregor; Calleja, Dale J; Allison, Cody C; Richardson, Lachlan W; Bernardini, Jonathan P; Lu, Bernadine GC; Kuchel, Nathan W et al. (15 de septiembre de 2020). «Mechanism and inhibition of the papain-like protease, PLpro, of SARS-CoV-2». The EMBO Journal 39 (18): e106275. ISSN 0261-4189. PMC 7461020. PMID 32845033. doi:10.15252/embj.2020106275. Consultado el 1 de noviembre de 2020.
5. ↑  Osipiuk, Jerzy; Azizi, Saara-Anne; Dvorkin, Steve; Endres, Michael; Jedrzejczak, Robert; Jones, Krysten A.; Kang, Soowon; Kathayat, Rahul S. et al. (7 de agosto de 2020). «Structure of papain-like protease from SARS-CoV-2 and its complexes with non-covalent inhibitors». bioRxiv (en inglés): 2020.08.06.240192. doi:10.1101/2020.08.06.240192. Consultado el 2 de noviembre de 2020.
6. 1 2 3  «Crystal structure of SARS-CoV-2 papain-like protease». Acta Pharmaceutica Sinica B (en inglés). 2 de septiembre de 2020. ISSN 2211-3835. doi:10.1016/j.apsb.2020.08.014. Consultado el 31 de octubre de 2020.
7. ↑  Ziebuhr, John (2004-8). «Molecular biology of severe acute respiratory syndrome coronavirus». Current Opinion in Microbiology 7 (4): 412-419. ISSN 1369-5274. PMC 7108451. PMID 15358261. doi:10.1016/j.mib.2004.06.007. Consultado el 1 de noviembre de 2020.
8. ↑  Volker Thiel; Konstantin A. Ivanov; Ákos Putics; Tobias Hertzig; Barbara Schelle; Sonja Bayer; Benedikt Weißbrich; Eric J. Snijder et al. (1 de septiembre de 2003). «Mechanisms and enzymes involved in SARS coronavirus genome expression». Journal of General Virology (en inglés) 84 (9). ISSN 0022-1317. doi:10.1099/vir.0.19424-0#tab2. Consultado el 1 de noviembre de 2020.
9. 1 2  Chou, Chi-Yuan; Lai, Hsing-Yi; Chen, Hung-Yi; Cheng, Shu-Chun; Cheng, Kai-Wen; Chou, Ya-Wen (2014-02). «Structural basis for catalysis and ubiquitin recognition by the severe acute respiratory syndrome coronavirus papain-like protease». Acta Crystallographica. Section D, Biological Crystallography 70 (Pt 2): 572-581. ISSN 1399-0047. PMC 7161584. PMID 24531491. doi:10.1107/S1399004713031040. Consultado el 6 de noviembre de 2020.
10. ↑  Baez, Yahira M. (13 de diciembre de 2012). Insight into the Substrate Specificity and Inhibition of Human Coronavirus Papain-Like Proteases (en inglés estadounidense). University of Illinois at Chicago. Consultado el 6 de noviembre de 2020.
11. ↑  Lindner, Holger A.; Lytvyn, Viktoria; Qi, Hongtao; Lachance, Paule; Ziomek, Edmund; Ménard, Robert (2007-10). «Selectivity in ISG15 and ubiquitin recognition by the SARS coronavirus papain-like protease». Archives of Biochemistry and Biophysics 466 (1): 8-14. ISSN 0003-9861. doi:10.1016/j.abb.2007.07.006. Consultado el 9 de noviembre de 2020.
12. ↑  Lindner, Holger A.; Lytvyn, Viktoria; Qi, Hongtao; Lachance, Paule; Ziomek, Edmund; Ménard, Robert (1 de octubre de 2007). «Selectivity in ISG15 and ubiquitin recognition by the SARS coronavirus papain-like protease». Archives of Biochemistry and Biophysics (en inglés) 466 (1): 8-14. ISSN 0003-9861. doi:10.1016/j.abb.2007.07.006. Consultado el 9 de noviembre de 2020.
13. ↑  «MERS-CoV papain-like protease has deISGylating and deubiquitinating activities». Virology (en inglés). 450-451: 64-70. 1 de febrero de 2014. ISSN 0042-6822. doi:10.1016/j.virol.2013.11.040. Consultado el 7 de noviembre de 2020.
14. ↑  Serrano, Pedro; Johnson, Margaret A.; Almeida, Marcius S.; Horst, Reto; Herrmann, Torsten; Joseph, Jeremiah S.; Neuman, Benjamin W.; Subramanian, Vanitha et al. (2007-11). «Nuclear Magnetic Resonance Structure of the N-Terminal Domain of Nonstructural Protein 3 from the Severe Acute Respiratory Syndrome Coronavirus». Journal of Virology 81 (21): 12049-12060. ISSN 0022-538X. PMC 2168779. PMID 17728234. doi:10.1128/JVI.00969-07. Consultado el 1 de noviembre de 2020.
15. ↑  Hagemeijer, Marne C.; Verheije, Monique H.; Ulasli, Mustafa; Shaltiël, Indra A.; de Vries, Lisa A.; Reggiori, Fulvio; Rottier, Peter J. M.; de Haan, Cornelis A. M. (2010-2). «Dynamics of Coronavirus Replication-Transcription Complexes». Journal of Virology 84 (4): 2134-2149. ISSN 0022-538X. PMC 2812403. PMID 20007278. doi:10.1128/JVI.01716-09. Consultado el 1 de noviembre de 2020.
16. ↑  «Eugenomic - Inhibidor enzimático». www.eugenomic.com. Consultado el 7 de noviembre de 2020.
17. 1 2 3  Frieman, Matthew; Basu, Dipanwita; Matthews, Krystal; Taylor, Justin; Jones, Grant; Pickles, Raymond; Baric, Ralph; Engel, Daniel A. (2 de diciembre de 2011). «Yeast Based Small Molecule Screen for Inhibitors of SARS-CoV». PLoS ONE 6 (12). ISSN 1932-6203. PMC 3229576. PMID 22164298. doi:10.1371/journal.pone.0028479. Consultado el 4 de noviembre de 2020.
18. 1 2  Chou, Chi-Yuan; Chien, Chia-Hui; Han, Yu-San; Prebanda, Mojca Trstenjak; Hsieh, Hsing-Pang; Turk, Boris; Chang, Gu-Gang; Chen, Xin (2008-04). «Thiopurine analogues inhibit papain-like protease of severe acute respiratory syndrome coronavirus». Biochemical Pharmacology 75 (8): 1601-1609. ISSN 0006-2952. doi:10.1016/j.bcp.2008.01.005. Consultado el 7 de noviembre de 2020.
19. 1 2  Park, Ji-Young; Jeong, Hyung Jae; Kim, Jang Hoon; Kim, Young Min; Park, Su-Jin; Kim, Doman; Park, Ki Hun; Lee, Woo Song et al. (2012). «Diarylheptanoids from Alnus japonica Inhibit Papain-Like Protease of Severe Acute Respiratory Syndrome Coronavirus». Biological and Pharmaceutical Bulletin (en inglés) 35 (11): 2036-2042. ISSN 0918-6158. doi:10.1248/bpb.b12-00623. Consultado el 7 de noviembre de 2020.
20. ↑  Cho, Jung Keun; Curtis-Long, Marcus J.; Lee, Kon Ho; Kim, Dae Wook; Ryu, Hyung Won; Yuk, Heung Joo; Park, Ki Hun (1 de junio de 2013). «Geranylated flavonoids displaying SARS-CoV papain-like protease inhibition from the fruits of Paulownia tomentosa». Bioorganic & Medicinal Chemistry (en inglés) 21 (11): 3051-3057. ISSN 0968-0896. doi:10.1016/j.bmc.2013.03.027. Consultado el 7 de noviembre de 2020.
21. ↑  Lindner, Holger A.; Fotouhi-Ardakani, Nasser; Lytvyn, Viktoria; Lachance, Paule; Sulea, Traian; Ménard, Robert (2005-12). «The Papain-Like Protease from the Severe Acute Respiratory Syndrome Coronavirus Is a Deubiquitinating Enzyme». Journal of Virology 79 (24): 15199-15208. ISSN 0022-538X. PMC 1316033. PMID 16306591. doi:10.1128/JVI.79.24.15199-15208.2005. Consultado el 4 de noviembre de 2020.
22. 1 2 3 4 5  Gao, Xiaopan; Qin, Bo; Chen, Pu; Zhu, Kaixiang; Hou, Pengjiao; Wojdyla, Justyna Aleksandra; Wang, Meitian; Cui, Sheng (2020-09). «Crystal structure of SARS-CoV-2 papain-like protease». Acta Pharmaceutica Sinica B (en inglés): S2211383520306985. doi:10.1016/j.apsb.2020.08.014. Consultado el 7 de noviembre de 2020.
23. 1 2  Shin, Donghyuk; Mukherjee, Rukmini; Grewe, Diana; Bojkova, Denisa; Baek, Kheewoong; Bhattacharya, Anshu; Schulz, Laura; Widera, Marek et al. (29 de julio de 2020). «Papain-like protease regulates SARS-CoV-2 viral spread and innate immunity». Nature (en inglés). ISSN 0028-0836. doi:10.1038/s41586-020-2601-5. Consultado el 7 de noviembre de 2020.
24. 1 2  Klemm, Theresa; Ebert, Gregor; Calleja, Dale J; Allison, Cody C; Richardson, Lachlan W; Bernardini, Jonathan P; Lu, Bernadine GC; Kuchel, Nathan W et al. (15 de septiembre de 2020). «Mechanism and inhibition of the papain‐like protease, PLpro, of SARS‐CoV‐2». The EMBO Journal (en inglés) 39 (18). ISSN 0261-4189. doi:10.15252/embj.2020106275. Consultado el 7 de noviembre de 2020.
25. ↑  Báez-Santos, Yahira M.; St. John, Sarah E.; Mesecar, Andrew D. (2015-03). «The SARS-coronavirus papain-like protease: Structure, function and inhibition by designed antiviral compounds». Antiviral Research 115: 21-38. ISSN 0166-3542. doi:10.1016/j.antiviral.2014.12.015. Consultado el 8 de noviembre de 2020.

- Datos: Q107570110